# Un giorno come tanti (film)
Un giorno come tanti (Labor Day) è un film del 2013 diretto da Jason Reitman.
La pellicola è l'adattamento cinematografico dell'omonimo romanzo del 2009 scritto da Joyce Maynard.

## Trama
1987. Adele è depressa, soffre di agorafobia e vive con il figlio tredicenne Henry, che un giorno di fine estate la convince ad andare insieme in un centro commerciale per svagarsi e superare le sue paure. Lì Henry viene avvicinato da un uomo, ferito a una gamba, che gli chiede aiuto.
Adele, sentitasi minacciata, accetta di portare lo sconosciuto a casa con loro. Arrivati a casa l'uomo confessa loro di essere un evaso.
Andato in ospedale per essere operato di appendicite, si è gettato dalla finestra per tentare la fuga e ora è ricercato. Ha la cicatrice che sanguina e una gamba malridotta ma è pronto a partire il giorno dopo per il Canada.
L'uomo da subito tratta bene i suoi ostaggi mostrando umanità e alimentando una complicità che crescerà di ora in ora.
Mentre la polizia scandaglia la città da cima a fondo alla ricerca dell'uomo, Adele e Henry in brevissimo tempo scopriranno in Frank quel marito e quel padre che tanto è mancato loro. Adele supera la sua depressione grazie alla dolcezza e alla comprensione di un uomo cui racconta la sua storia fatta di ripetuti aborti per la sua seconda gravidanza che hanno portato alla rottura col marito e alla sua crisi personale.
Lui ha alle spalle l'omicidio della moglie che lo tradiva. Una circostanza assolutamente fortuita che si lega però anche alla morte per annegamento del figlio cui si allude senza dare una spiegazione precisa.
Adele e Frank si dicono pronti a ripartire insieme e decidono di fuggire verso il Canada. Henry, che è atteso dal primo giorno di scuola, è leggermente destabilizzato, sebbene veda nella "nuova famiglia" solo prospettive positive. Attratto da Eleonor, una ragazzina appena arrivata e che sembra avere una risposta ad ogni sua domanda, Henry partecipa comunque convinto ai preparativi di fuga anche se poi un suo messaggio al padre sarà probabilmente fatale.
Al momento di partire Frank è individuato e raggiunto dalla polizia. Fa giusto in tempo a legare Adele e Henry che in questo modo non potranno essere accusati di complicità. Tornato in carcere dovrà scontare la pena che gli rimaneva più quanto gli viene addebitato per la fuga e il sequestro dei due ostaggi.
Adele scrive a Frank in carcere ma le lettere le tornano indietro. Solo dopo circa venti anni Frank si rifà vivo con Henry dopo aver visto il successo della sua iniziativa imprenditoriale testimoniato da un servizio su una rivista con la ricetta di una torta che è esattamente quella che lui gli insegnò in quei famosi cinque giorni vissuti insieme. Frank apprende così che Adele vive sempre nella stessa casa ed è sola.
Uscito di prigione la raggiunge e i due si abbracciano come se negli ultimi venti anni avessero entrambi aspettato solo quel momento.

## Produzione
Le riprese del film iniziano il 4 giugno e terminano il 17 agosto 2012 e si svolgono nello stato del Massachusetts.

## Promozione
La prima clip ufficiale viene diffusa online il 6 settembre 2013.

## Distribuzione
Il film è stato presentato il 31 agosto 2013 al Telluride Film Festival e successivamente proiettato al Toronto International Film Festival in anteprima mondiale. È stato distribuito nelle sale cinematografiche statunitensi a partire dal 25 dicembre 2013, in numero limitato di copie, e dal 31 gennaio 2014 in tutto il paese. In Italia, dopo vari rinvii per l'uscita in sala, è arrivato direttamente nel mercato home video a partire dal 18 giugno 2014.

### Divieto
La pellicola è stata vietata ai minori di 13 anni negli Stati Uniti d'America per la presenza di violenza e sessualità.

## Riconoscimenti
- 2014 - Golden Globe
  - Candidatura per la miglior attrice in un film drammatico a Kate Winslet